# Kleinkehbach
Der Kleinkehbach fließt in der Teilortgemarkung des namengebenden Hauptorts der Kleinstadt Murrhardt im Rems-Murr-Kreis im nördlichen Baden-Württemberg und mündet in der Stadt selbst nach einem unter 2 km langen, etwa nordnordöstlichen Lauf von links in die obere Murr. Seine Waldklinge wird Franzenklinge genannt.

## Geographie

### Verlauf
Der Kleinkehbach entsteht etwa 0,7 km südöstlich des Murrhardter Weilers Schwammhof auf etwa 491 m ü. NN etwas nördlich einer Geländeschwelle, die sich vom Hoblersberg (bis 539,2 m ü. NN außerhalb des Einzugsgebietes) nordöstlich abfallend in Richtung des Rißberges zieht in einem die Höhen bedeckenden, größeren Waldstück. Der Ursprung liegt etwa 200 Meter westlich einer Unterkunftshütte am Blaupunktweg von Vorderwestermurr nach Murrhardt. Von dort an zieht der Bach die ersten etwa 300 Meter in einer noch wenig tiefen Geländerinne nordwestwärts bis zu einem geschotterten Waldweg, der vom Schwammhof im Westen zur Landesstraße 1119 Vorderwestmurr-Murrhardt im Osten führt. An dieser schwenkt er auf nordnordöstlichen Lauf, den er nun bis zur Mündung recht genau beibehält.
Hier tritt nun der Blaustrichweg von Sechselberg her über den Hoblersberg nach Murrhardt nah an seine Seite, der ihm bis zur Mündung folgt, und seine Geländerinne tieft sich schnell ein. Noch einmal etwa 300 Meter weiter läuft von rechts seinem inzwischen zur Klinge gewordenen, Franzenklinge genannten Taleinschnitt von rechts ein weiterer, sehr steiler Klingenriss von 200 bis 300 Metern Länge zu, an dem der Wanderweg vom rechten Hang auf den Talgrund absteigt. Auch auf den folgenden 500–600 Metern laufen von rechts öfter nun allerdings weniger tief eingegrabene Hanggerinne zu, bis der Kleinkehbach endlich den Wald verlässt. In inzwischen gemächlicherem Gefälle läuft er zwischen locker von Bäumen bestandenen Grundstücken neben einem Wirtschaftsweg bis an den südlichen Siedlungsrand von Murrhardt, dann in Murrhardt neben dem Franzenklingenweg bis kurz vor die Murrhardter Gartenstraße. Er mündet dort gegenüber der Hinterseite des Gebäudes Gartenstraße 43 von rechts und auf unter 300 m ü. NN in den auch nur Kehbach genannten, erkennbar größeren Großkehbach, der selbst einen halben Kilometer weiter abwärts in die Murr mündet.
Die Mündung des 1,7 km mit einem mittleren Sohlgefälle von über 110 ‰ fließenden Kleinkehbachs liegt mehr als 189 Höhenmeter unter seiner Quelle, weshalb er steiler bergab fließt als der Oberlauf seines Vorfluters bis zum Zusammenfluss, der bis dorthin nur mit etwas über 81 ‰ zu Tale läuft.

### Einzugsgebiet
Der Kleinkehbach hat ein Einzugsgebiet von etwa 1,0 km² Größe, das überwiegend im Unterraum Murrhardter Wald des Naturraums Schwäbisch-Fränkische Waldberge liegt und mit seinem nördlichsten Anteil etwa ab dem Waldaustritt im Unterraum Murrtal. Das ganze Gebiet zählt zur Teilortsgemarkung der zentralen Stadt Murrhardt. Sein höchster Punkt liegt an seiner Südsüdwestecke nahe dem Gipfel des Hoblersbergs auf wenig über 534 m ü. NN südlich über dem Schrammhof. Von hier an grenzt an der linken, westnordwestlichen, über den Sporn des Schwammbergs ziehenden Wasserscheide das Einzugsgebiet seines Vorfluters Großkehbach an. Die rechte, südöstliche und östliche grenzt erst ans Einzugsgebiet der obersten Murr dann das des kürzeren Bachs durch die Hozenklinge, der oberhalb des Großkehbachs in die Murr mündet.
Das ganze Gebiet zählt zur Teilortsgemarkung der zentralen Stadt Murrhardt. Außer der Stadt Murrhardt, in der er mündet, liegt kein weiterer Siedlungsplatz im Einzugsgebiet.

## Geologie
Im Einzugsgebiet des Großkehbachs stehen überall Gesteine des Mittelkeupers an. Der überwiegende Hochebenenanteil inklusive der aufsitzenden Höhen (Hoblersberg hier bis etwa über 534 m ü. NN mit Schwelle zum Rißberg) liegen im Stubensandstein (Löwenstein-Formation). Im Franzenklingeneinschnitt und an den steilen Abfällen ins Murrtal folgen darunter sehr schnell die Mittelkeuper-Schichten darunter bis zum Gipskeuper (Grabfeld-Formation), in dem der Bach auch mündet.
Die Franzenklinge ist Geotop, in ihr gibt es Aufschlüsse vom Kieselsandstein abwärts.

## Natur und Schutzgebiete
Landschaftlich lassen sich vier verschiedene Teile des Einzugsgebietes unterscheiden. Das Quellgebiet sowie der Sporn des Rißbergs zum Murrtal hin sind geschlossen bewaldet. In der Rodungsinsel um den selbst schon außerhalb stehenden Schwemmhof links des Oberlaufes bedecken Feldern und Wiesen die offene Flur. Darunter setzt die steile Klinge des Baches ein, in der steiler Hangwald steht, ebenso an den Spornabfällen des Schrammbergs links und des Riesbergs rechts zum Murrtal hin. Noch weiter abwärts läuft in dünn baumbestandener offener Flur der Hang aus und geht wenig vor der Mündung ins Murrhardter Siedlungsgebiet über.
Das ganze Einzugsgebiet ist Teil des Naturparks Schwäbisch-Fränkischer Wald; die südlichen Teile (Waldhänge südlich von Schwammhof) und ein Teil des oberen Riesberg-Sporns gehören zum Landschaftsschutzgebiet Murrhardter Wald. Naturdenkmal ist ein Stück des Talgrunds der Franzensklinge, die auch Geotop ist.

### LUBW
Amtliche Online-Gewässerkarte mit passendem Ausschnitt und den hier benutzten Layern: Lauf und Einzugsgebiet des Kleinkehbachs

Allgemeiner Einstieg ohne Voreinstellungen und Layer: Daten- und Kartendienst der Landesanstalt für Umwelt Baden-Württemberg (LUBW) (Hinweise)
1. 1 2  Höhe nach dem Höhenlinienbild auf dem Hintergrundlayer Topographische Karte.
2. ↑  Länge nach dem Layer Gewässernetz (AWGN).
3. ↑  Einzugsgebiet abgemessen auf dem Hintergrundlayer Topographische Karte.
4. ↑  Höhe nach schwarzer Beschriftung auf dem Hintergrundlayer Topographische Karte.

### Andere Belege
1. ↑  Name der Franzenklinge nach der Benennung in ihrem Geotop-Steckbrief und dem Namen der den Bach ab dem Ortsrand von Murrhardt begleitenden Franzenklingenstraße.
2. ↑  Hansjörg Dongus: Geographische Landesaufnahme: Die naturräumlichen Einheiten auf Blatt 171 Göppingen. Bundesanstalt für Landeskunde, Bad Godesberg 1961. → Online-Karte (PDF; 4,3 MB)
3. ↑  Geologie nach der unter → Literatur aufgeführten geologischen Karte. Einen gröberen Überblick verschafft auch: Mapserver des Landesamtes für Geologie, Rohstoffe und Bergbau (LGRB) (Hinweise)
4. ↑  Geotop-Steckbrief der Franzensklinge.